# Aeroportul Takaroa
Aeroportul Takaroa (IATA: TKX, ICAO: NTKR) este un aeroport din Polinezia Franceză, Franța ce deservește zona Takaroa⁠(d). Aeroportul a fost tranzitat în 2022 de 4.192 de pasageri. A fost numit după zona deservită.
Situat la o altitudine de 3 m, aeroportul dispune de o singură pistă.